# Altetopfstraße 14 (Quedlinburg)

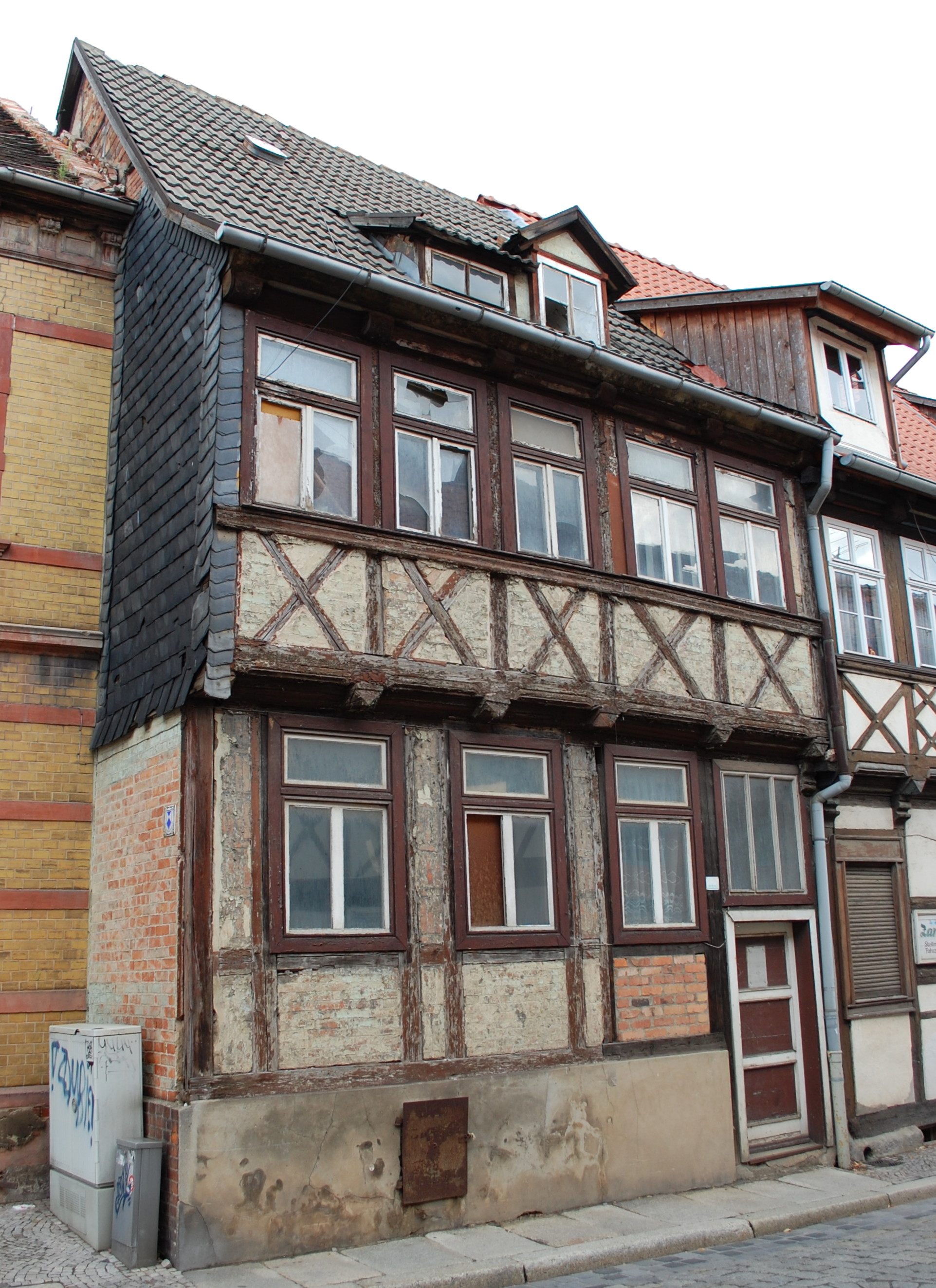
Haus Altetopfstraße 14

Das Haus Altetopfstraße 14 ist ein denkmalgeschütztes Gebäude in der Stadt Quedlinburg in Sachsen-Anhalt.

## Lage
Das Gebäude befindet sich südlich der historischen Quedlinburger Altstadt. Westlich grenzt das gleichfalls denkmalgeschützte Gasthaus „Am Münzenberg“, östlich das Haus Altetopfstraße 15 an. An der Westseite des Hauses springt die Straßenflucht der Altetopfstraße zurück. Es ist im Quedlinburger Denkmalverzeichnis als Wohnhaus eingetragen und gehört zum UNESCO-Weltkulturerbe.

## Architektur und Geschichte
Das zweigeschossige Fachwerkhaus entstand in der Zeit um 1680. An der Brüstung des vorkragenden Obergeschosses finden sich Andreaskreuze. Darüber hinaus bestehen weitere Verzierungen der Fachwerkfassade, so eine profilierte Stockschwelle, Pyramidenbalkenköpfe und Schiffskehlen.